# Al-Qadarif (staat)
Al-Qadarif (Arabisch: Al Qaḑārif; Engels: Gedaref) is een van de 16 staten van Soedan in het oosten van het land. De staat heeft een oppervlakte van meer dan 71.000 vierkante kilometer en ongeveer 1,1 miljoen inwoners. De hoofdstad is de gelijknamige stad Al-Qadarif.

## Grenzen
Als grensstaat heeft Al-Qadarif een internationale grens met twee buurlanden:
- De regio Gash-Barka van Eritrea in het noordoosten.
- Twee regio's van Ethiopië in het oosten (van noord naar zuid):
  - Tigray.
  - Amhara.

Overige grenzen heeft het met vier andere staten:
- Kassala in het noorden.
- Sennar in het zuiden.
- Al-Jazirah in het westen.
- Khartoem in het noordwesten.

Al-Jazirah · Al-Qadarif · Ash-Shamaliyah · Blauwe Nijl · Centraal-Darfoer  · Kassala · Khartoem · Noord-Darfoer · Noord-Kordofan · Oost-Darfoer · Nijl · Rode Zee · Sennar · West-Darfoer · West-Kordofan · Witte Nijl · Zuid-Darfoer · Zuid-Kordofan